# Alphonse Milne-Edwards
Pour les articles homonymes, voir Edwards.
Alphonse Milne-Edwards (né à Paris le 13 octobre 1835 et mort dans le 5e arrondissement de Paris le 21 avril 1900) est un médecin et zoologiste français.

## Biographie

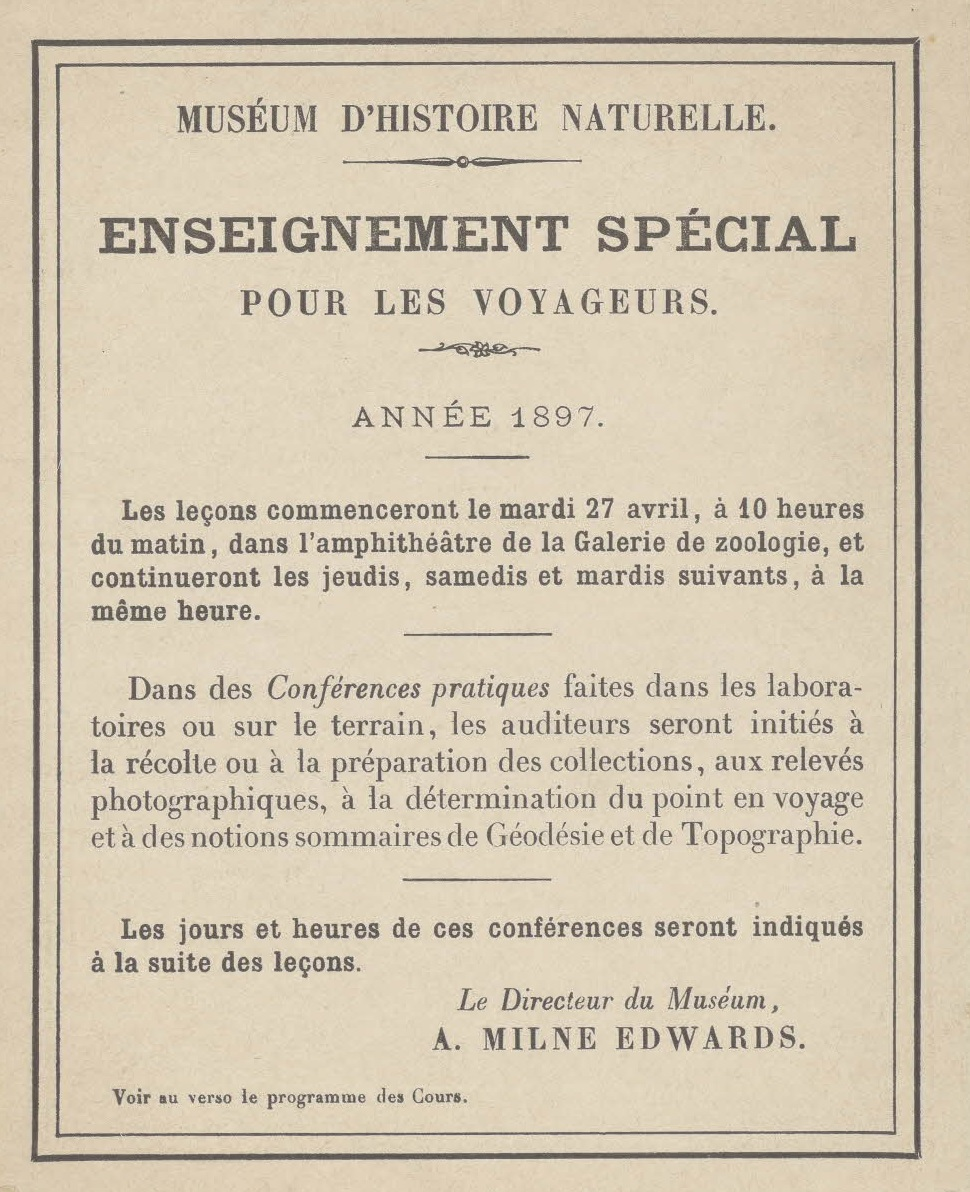
Enseignement spécial pour les voyageurs au Muséum national d'histoire naturelle : programme des cours de 1897. Archives nationales.

Alphonse Milne-Edwards obtient son titre de docteur en médecine en 1859 et devient professeur à l'école de pharmacie en 1865.
Il publie de très nombreux travaux en carcinologie et en ornithologie. Dès 1844 il plonge en scaphandre lourd en rade de Palerme pour y observer la faune marine. Ses Recherches anatomiques et paléontologiques pour servir à l'histoire des oiseaux fossiles de la France (quatre volumes, 1867-1872) et ses Recherches sur la faune ornithologique éteinte des îles Mascareignes et de Madagascar (1866-1874) deviennent des références incontournables.
Il effectue également des recherches sur les mammifères de Madagascar et d'Asie centrale.
Milne-Edwards devient professeur d'ornithologie et de mammalogie au Muséum national d'histoire naturelle de Paris en 1876. Il devient directeur du Muséum en 1891 et il est élu membre de l'Académie des sciences en 1879. Il est membre du Conseil d'administration de la Société nationale de protection de la nature de 1873 à 1900. Il devient membre étranger de la Société zoologique de Londres en 1876.
Il conduit, en 1881, une mission d'exploration scientifique du golfe de Gascogne. Il la prolongera plus tard aux îles Canaries, aux îles du Cap-Vert et aux Açores. Ces travaux seront récompensées par la médaille d'or de la Royal Geographical Society.
Alphonse Milne-Edwards reçoit du gouvernement français les moyens d’organiser le 1er congrès international de zoologie en 1889 au moment de l’Exposition universelle. Celui-ci se tourne vers la Société zoologique de France pour l’organisation de cette manifestation, Milne-Edwards en assurant la présidence.
Il est le fils d'Henri Milne Edwards à qui il succéda à la chaire des vertébrés du Muséum lors du départ à la retraite de ce dernier. Il était le gendre de Jules Desnoyers, géologue, archéologue, historien, membre de l'Institut.

## Décoration
- Commandeur de la Légion d'honneur[2].

## Publications

### Liste partielle
Voir « Milne-Edwards, Alphonse, 1835-1900 », sur archive.org et « Alphonse Milne-Edwards », sur gallica.bnf.fr pour des extraits de sa correspondance avec Louis Pasteur, des articles et commentaires sur son travail, et quelques-unes de ses publications disponibles en ligne.
- 1850 : Rapport sur la production et l'emploi du sel en Angleterre, Paris.
- [1860] « Histoire des crustacés podophthalmaires fossiles » (Monographies des Portuniens et des Thalassiniens), Annales des Sciences Naturelles, Zoologie, vol. 14 « Séries 4 »,‎ 1860, p. 129-294, pl. 1-10 (lire en ligne [sur archive.org], consulté en mars 2021), vol. 1 et vol. 2.
- [1862] « Monographie des crustacés de la famille cancériens », Annales des sciences naturelles, Zoologie, vol. 18 « Séries 4 »,‎ 1862, p. 31-85.
- [1863] « Monographie des crustacés de la famille cancériens », Annales des sciences naturelles, Zoologie, vol. 20 « Séries 4 »,‎ 1863, p. 273-324.
- [1864] « Monographie des crustacés de la famille cancériens », Annales des sciences naturelles, Zoologie, vol. 1 « Séries 5 »,‎ 1864, p. 31-88.
- [1865] « Monographie des crustacés de la famille cancériens », Annales des sciences naturelles, Zoologie, vol. 1 « Séries 5 »,‎ 1865, p. 297-351.
- [1862] « Sur l'existence de Crustacés de la famille des Raniniens pendant la période crétacée », Comptes rendus de l'Académie des sciences de Paris, vol. 55,‎ 1862, p. 492-494.
- [1864] Recherches anatomiques, zoologiques et paléontologiques sur la famille des Chevrotains, Paris, Martinet.
- [1866-1873] Recherches sur la faune ornithologique éteinte des iles Mascareignes et de Madagascar, Paris, Masson, 1866-1873.
- [1868] « Études zoologiques sur quelques Crustacés des Iles Célèbes provenant d'un envoi de M. Riedel », Nouvelles archives du Muséum national d'histoire naturelle, t. 4,‎ 1868, p. 173-183 (présentation en ligne, lire en ligne [sur archive.org]).
- [1867-1871] Recherches anatomiques et paléontologiques pour servir à l'étude des oiseaux fossiles de la France, Paris, Victor Masson & Fils, 1867-1868 :

t. 1 (1867-1868, 474 p.) ; t. 2 (1869-1971, 627 p.) ; Atlas, t. 1 (1867-1868, pl. 1 à 96) ; Atlas, t. 2 (1869-1871, pl. 97 à 200).
- [1868-1874] Recherches pour servir à l'histoire naturelle des mammifères comprenant des considérations sur la classification de ces animaux, des observations sur l'hippopotame de [sic] Libéria et des études sur la faune de la Chine et du Tibet oriental, Paris, éd. G. Masson, 1868–1874, sur biodiversitylibrary.org (lire en ligne).
  - t. 1 : texte :
    - Henri Milne Edwards, « Recherches pour servir à l'histoire naturelle des mammifères »
    - Alphonse Milne-Edwards :
      - « Observations sur l'hippopotame de [sic] Libéria »
      - « Études pour servir à l'histoire de la faune mammalogique de la Chine »
      - « Mémoire sur la faune mammalogique du Tibet oriental, et principalement de la principauté de Moupin ».

  - t. 2 : Atlas (105 planches).
- [1873] « Descriptions de quelques crustacés nouveaux ou peu connus provenant du Musée de M. C. Godeffroy », Journal du Muséum Godeffroy, vol. 1,‎ 1873, p. 1-12 (lire en ligne [sur archive.org]).
- [1877] Précis d'histoire naturelle, Paris, éd. G. Masson, 1877, 261 p., sur gallica (lire en ligne).
- [1879] Notice sur les travaux scientifiques, Paris, éd. Martinet, 1879.
- [Milne-Edwards & Brocchi 1879] Alphonse Milne-Edwards et Giovanni Battista Brocchi, « Note sur quelques Crustacés fossiles appartenant au groupe des macrophthalmiens », Bulletin de la Société philomathique de Paris, vol. 3,‎ 1879, p. 113-117.
- [1879] Alphonse Milne-Edwards et Alfred Grandidier, Histoire physique, naturelle et politique de Madagascar, Paris, 1879.
- [1880] « Reports on the results of dredging, under the supervision of Alexander Agassiz, in the Gulf of Mexico and in the Caribbean Sea, 1877, ‘78, ‘79, by the United States Coast Survey Steamer "Blake"… VIII. Études préliminaires sur les Crustacés », Bulletin of the Museum of Comparative Zoology at Harvard College, vol. 8, no 1,‎ 1880, p. 1-68.
- [1881] « Note sur quelques Crustacés fossiles des environs de Biarritz », Annales des sciences géologiques, vol. 11, article 2, pls. 21-22,‎ 1881, p. 1-68.
- [1882] Éléments de l'Histoire naturelle des Animaux, Paris, Masson, 1882.
- [Milne-Edwards & Perrier  1894] Alphonse Milne-Edwards (dir.) et Edmond Perrier, Expéditions scientifiques du Travailleur et du Talisman pendant les années 1880, 1881, 1882, 1883, Échinodermes (E. Perrier), Paris, Masson, 1894, 30 pl. + 431, sur archive.org (lire en ligne).
- [Milne-Edwards & Perrier  1902] Alphonse Milne-Edwards et Edmond Perrier (continué par), Expéditions scientifiques du Travailleur et du Talisman pendant les années 1880, 1881, 1882, 1883, Cirrhipèdes (M. Gruvel), Némertiens (L. Joubin), Opistobranches (A. Vayssière), Holothuries (Rémy Perrier), Paris, Masson, 1902, 30 pl. + 495, sur archive.org (lire en ligne).
- [Milne-Edwards & Perrier 1906] Alphonse Milne-Edwards (dir.) et Edmond Perrier (continué par), Expéditions scientifiques du Travailleur et du Talisman pendant les années 1880, 1881, 1882, 1883, vol. 7 : Annélides et géphyriens (L. Roule), Coelentérés atlantiques (A.-F. Marion), Hydroïdes (Armand Billard), Ophiures (R. Kœhler), Céphalopodes (H. Fischer et L. Joubin), Bryozoaires (L. Calvet), Paris, Masson, 1906, 30 pl. + 495, sur archive.org (lire en ligne).
- [1891] Crustacés, Paris, Gauthier-Villars, 1891.
- [Milne-Edwards & Oustalet 1893] Notice sur quelques espèces d'oiseaux actuellement éteintes qui se trouvent représentées dans les collections du Muséum d'histoire naturelle, Paris, 1893, 5 pl. + 68, sur gallica (lire en ligne).
- [1897] Histoire naturelle des animaux, Paris, Masson, 1897.

### Publications en ligne
- Liste de The Online Books Page.